# Kroisbacher Typ

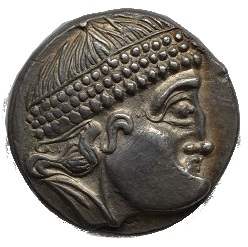
Vorderseite eines Kroisbacher

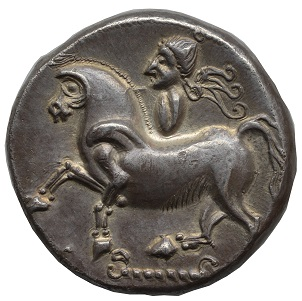
Rückseite eines Kroisbacher

Als Kroisbacher Typ bezeichnet man eine spezielle ostkeltische Münze, die als Tetradrachme oder Obol ausgeprägt wurde und im heutigen Burgenland und Westungarn beheimatet ist.

## Ostkeltische Münzen
Keltische Münzen sind bei der Motivwahl meist imitierend. Vorbild für den ostkeltischen Raum waren Tetradrachmen des Makedonenkönigs Philipp II. und seines Sohns Alexander III.
Die Kelten waren spätestens auf ihren Wander- und Raubzügen in Griechenland, Thrakien und Kleinasien mit griechischem Silbergeld in Kontakt gekommen. Sie erhielten es auch durchgehend als Soldzahlungen verschiedener hellenistischer Herrscher. Ursprungsgebiet der frühesten ostkeltischen Nachprägungen war das heutige Gebiet zwischen Bulgarien und Rumänien, von dem aus es sich nordwärts und westwärts bis ins heutige Burgenland ausbreitete.

## Bezeichnung
Die Bezeichnung als Kroisbacher stammt vom Erstfundort der Münzen. Im Jahr 1910 wurde ein bedeutender Münzfund aus Kroisbach, dem heutigen Fertőrákos im Komitat Győr-Moson-Sopron, bekannt. Der damalige Bearbeiter im Kunsthistorischen Museums Wilhelm Kubitschek bekam 75 Stücke von einem Wiener Kaufmann zur Besichtigung vorgelegt und beschrieb erstmals die Münzen. Insgesamt soll der Schatzfund aber 100 bis 120 Exemplare umfasst haben.

## Motiv
Kennzeichnend für den Avers des Kroisbacher Typs ist ein charakteristischer, bartloser Kopf mit dreireihigem Perldiadem nach rechts. Diese Typologie hat auch eine gewisse Breitenwirkung und wird beim „Velemer Typ“ fortgesetzt. Bei der Abbildung des Kopfes handelt sich wahrscheinlich um kein Porträt. Die Darstellung der Nase reicht von gerade bis gebrochen. Charakteristisch für den Revers ist ein kräftiges Pferd mit stilisiertem Reiter. Der Reiter wird auch als Reiterstumpf bezeichnet. Im Gegensatz zu anderen ostkeltischen Prägungen, bei denen bis zur Unkenntlichkeit des Münzbildes geprägt wurde, stand die Ästhetik des Münzbildes im Vordergrund.

## Datierung
Der erste Kroisbacher Typ orientiert sich typologisch an den frühen norischen Prägungen wie „Kugelreiter“ oder „Warasdin Typen“.
Der typologische und metrologische Vergleich mit benachbarten Münzständen lassen den Kroisbacher Typ in die Mitte der ersten Hälfte des 2. Jahrhunderts v. Chr. datieren. Das Durchschnittsgewicht der Tetradrachmen beträgt 12,41 g.